# Transketolase-like-1
La transcétolase-like-1 (TKTL1) est un gène étroitement lié au gène de la transcétolase (TKT). Il est apparu chez les mammifères au cours de l'évolution et, selon les dernières découvertes de la recherche, il est considéré comme l'un des gènes clés qui distinguent l'homme moderne (Homo sapiens) de l'homme de Néandertal,,.
Les protéines formées par les deux gènes de transcétolase forment un hétérodimère (TKTL1-TKT). Dès que la protéine TKTL1 est exprimée, elle déplace une protéine TKT de l'homodimère TKT-TKT et entraîne la formation d'un hétérodimère TKTL1-TKT. Cet hétérodimère est très différent de l'homodimère de la transcétolase (TKT-TKT) du point de vue enzymatique, car l'hétérodimère entraîne une augmentation significative du ribose-5-phosphate dans les cellules. TKTL1 permet en outre la formation d'acétyl-CoA, un élément constitutif important pour la synthèse des lipides et des stéroïdes.
Le gène TKTL1 a été découvert au début des années 1990 par Johannes F. Coy en tant que membre du projet de recherche Analyse moléculaire du génome au DKFZ (Deutsches Krebsforschungszentrum ; German Cancer Research Center en anglais) à Heidelberg et a été publié pour la première fois en 1996.

## Fonctions
Grâce aux éléments de base ribose-5-phosphate et acétyl-CoA formés par TKTL1, des éléments essentiels sont mis à disposition pour la formation de nouvelles cellules. TKTL1 contrôle le cycle cellulaire et permet sa réalisation en fournissant le ribose, élément nécessaire à la synthèse de l'ADN. La formation de ribose fournit également l'élément nécessaire à la réparation des lésions de l'ADN, de sorte que l'activation de TKTL1 permet aux cellules cancéreuses de mieux réparer les lésions de l'ADN provoquées par les chimiothérapies ou les radiothérapies et de devenir ainsi résistantes à ces thérapies,,,.
TKTL1 permet en outre également de survivre en cas de manque d'oxygène (hypoxie). Ce programme de protection est par exemple déclenché lors de la rupture d'un vaisseau sanguin et du manque d'oxygène qui en résulte. TKTL1 contrôle ce programme d'hypoxie qui permet à la cellule de survivre sans oxygène en fermentant le glucose en acide lactique,. L'acide formé permet à la fois une dégradation de la matrice basée sur l'acide et un remodelage des tissus, ainsi que l'inhibition des cellules immunitaires qui éliminent les cellules tumorales, Parallèlement, TKTL1 et l'acide lactique contrôlent la formation de nouveaux vaisseaux sanguins, ce qui permet aux tissus sains ou à une tumeur d'être à nouveau alimentés en oxygène,,.

## Importance
Les auteurs d'une étude novatrice publiée en 2019 dans Nature Communications ont pu montrer que le cycle cellulaire est contrôlé différemment de ce que l'on supposait. Le point de vue actuel part du principe que la consommation de ribose-5-phosphate, qui commence au début du cycle cellulaire, déclenche une production ultérieure correspondante, de sorte que la duplication cellulaire visée peut être réalisée (théorie du pull : "la consommation entraîne la production").
Les nouvelles données prouvent que TKTL1 est d'abord exprimée, puis que l'hétérodimère de TKTL1-TKT est formé et que la concentration de ribose-5-phosphate est ainsi nettement augmentée, ce qui déclenche le cycle cellulaire. L'augmentation de la concentration en ribose-5-phosphate médiée par TKTL1 pousse ainsi la cellule dans le cycle cellulaire (effet push).
D'une part, ce métabolisme constitue la base de la formation de nouvelles cellules saines, mais d'autre part, il permet également la formation de nouvelles cellules indésirables, comme les cellules cancéreuses. TKTL1 joue un rôle crucial dans la malignité des cellules cancéreuses, quel que soit le type de cancer. Tant la vitesse de prolifération que la capacité à se propager dans le corps et à former des métastases dépendent de TKTL1,,. En outre, TKTL1 confère également aux cellules cancéreuses une protection contre les attaques du système immunitaire de l'organisme, en bloquant par exemple les cellules tueuses par l'intermédiaire de l'acide lactique produit (arrêt acide) et en les empêchant ainsi d'atteindre et de tuer les cellules cancéreuses,. En outre, TKTL1 supprime également systématiquement le système immunitaire, de sorte que les tumeurs ne sont plus éliminées par le système immunitaire,.
Une équipe de chercheurs de Dresde autour du prix Nobel de médecine Svante Pääbo et Wieland B. Huttner a pu montrer en 2022 que les humains modernes produisent plus de cellules nerveuses dans le lobe frontal que les Néandertaliens pendant le développement du cerveau, causé par la modification d'un seul acide aminé dans la protéine TKTL1,,,.
En 2012, Svante Pääbo et al. ont mené une étude sur les différences entre l'expression des gènes dans le cerveau des animaux domestiqués et dans le cerveau des animaux sauvages. Les chercheurs ont notamment découvert que TKTL1 était le gène présentant la différence d'expression la plus significative entre les chiens domestiqués et les loups sauvages : l'activation du gène est 47 fois plus élevée chez les chiens que chez les loups.

## Diagnostic de cancer
Étant donné que toutes les formes de cancer bénéficient de facteurs de malignité médiés par TKTL1, tels qu'une prolifération accrue, une croissance indépendante de l'oxygène, une invasivité/métastase et une suppression du système immunitaire, la détection de la protéine TKTL1 offre la possibilité de détecter le cancer ou les lésions prémalignes (stades précancéreux) au moyen d'un échantillon de sang.
Dans une étude publiée en 2020 par l'Université de Tübingen, la détection de TKTL1 et d'une autre protéine (DNaseX/Apo10) a été réalisée dans des cellules phagocytaires du sang et il a été démontré qu'elle permettait de détecter le cancer du côlon, le cancer des voies biliaires et le cancer du pancréas de manière très satisfaisante et plus efficace que les méthodes de test traditionnelles (marqueurs tumoraux).  
Dans une étude menée en 2022 sous l'égide de l'hôpital universitaire d'Eppendorf, les protéines TKTL1 et DNaseX (Apo10) ont été déterminées à partir du sang de plus de 5000 sujets âgés de 50 à 70 ans et considérés comme sains (Burg et al., 2022). Chez 82 % des sujets présentant des résultats de tests sanguins anormaux, qui ont ensuite été examinés à l'aide de techniques d'imagerie telles que l'IRM et le PET/CT, il a été possible de détecter un cancer ou un état précancéreux asymptomatique non détecté jusqu'au moment de l'étude.
Des études de l'université de Tübingen sur la détection du cancer (rhabdomyosarcome et neuroblastome) chez les bébés, les enfants et les jeunes adultes ont pu montrer que la détection de TKTL1 et d'une autre protéine, DNaseX (Apo10) dans les cellules phagocytaires du sang permettait d'obtenir une preuve très sensible et spécifique de la présence de ces deux types de cancer (Urla et al., 2022).

## Méthode de détection
Il existe actuellement trois méthodes de laboratoire pour la détection de TKTL1. Il s'agit de la détermination directe de la TKTL1 à partir du sang, de l'analyse immunohistochimique de tissus tumoraux pour l'évaluation des risques, qui est actuellement proposée exclusivement dans le service de pathologie de Bad Berka dans les pays germanophones, et de la mesure de la TKTL1 dans les macrophages au moyen de la technologie EDIM, qui est utilisée pour la détection combinée de la TKTL1 et de la DNaseX (Apo10) dans le test sanguin PanTum Detect.

## Importance clinique de TKTL1 pour les maladies cancéreuses
La protéine TKTL1 a été détectée dans des cellules saines et dans des cellules tumorales par immunohistochimie  pour la première fois en 2005. Peu de temps après, il a été possible de montrer que la protéine TKTL1 était présente en plus grande quantité dans les tumeurs par rapport aux tissus sains et d'identifier des patients atteints de cancer colorectal et de cancer de la vessie, qui présentaient une mortalité plus rapide. Cette étude a également abordé le rôle de TKTL1 dans la fermentation du glucose en acide lactique malgré la présence d'oxygène, un processus décrit pour la première fois par le prix Nobel Otto Heinrich Warburg et qu'il a appelé glycolyse aérobie. Le terme inventé par Warburg, glycolyse aérobie, qu'il a créé pour décrire une fermentation anaérobie, mais réalisée dans des conditions aérobies, c'est-à-dire malgré la présence d'oxygène, a donné lieu à de grands malentendus. En l'honneur de Warburg, la fermentation du glucose en acide lactique a été appelée "effet Warburg". Dans l'étude de Langbein et al. en 2006, l'effet Warburg a été réinterprété et l'importance de ce métabolisme de fermentation pour la croissance invasive destructrice et la métastase des cellules cancéreuses a été discutée. Une étude ultérieure de Langbein a permis de montrer le rôle de TKTL1 et du changement de la libération d'énergie à la fermentation qu'elle transmet dans la métastase des cancers du rein. L'importance clinique de l'expression de TKTL1 dans les stades précoces de la tumeur a pu être identifiée à cette occasion, car des tumeurs apparemment assez bénignes (stade T1) ont été détectées par TKTL1 et ont entraîné la mort des patients atteints de cancer du rein peu de temps après.
L'importance clinique de TKTL1 en tant que marqueur dans les tumeurs pour une mort plus rapide (mauvais pronostic) des patients cancéreux a pu être démontrée dans un grand nombre d'études. Études dans l'ordre chronologique : 2006 - cancer de la vessie et du côlon, 2007 - cancer de l'ovaire, 2009 - néphroblastome anaplasique chez l'enfant, 2011 - cancer du rectum, 2011 - cancer du poumon, 2012 - cancer de l'œil, 2013 - carcinome de la cavité buccale, 2015 - cancer de l'œsophage, 2015 - cancer de l'estomac, 2018 - cancer du poumon, 2019 - échantillons de col de l'utérus infectés par le HPV, 2019 - cancer de l'ovaire, 2020 - cancer du côlon, 2021 - cancer du foie, 2021 - cancer du côlon.

### Importance de TKTL1 dans d'autres domaines
Son importance fait actuellement l'objet de recherches, notamment le lien avec :
- La formation de radicaux libres, les dommages à l'ADN et le vieillissement prématuré[41]
- L'évolution de l'homo sapiens[42] et ses performances cognitives[43]
- La fertilité de l'homme[44],[45],[46]

## Signification biochimique de TKTL1
TKTL1 est un gène issu du gène de la transcétolase des vertébrés inférieurs par duplication de gènes au cours de l'évolution des vertébrés et qui a subi des modifications décisives au cours de leur évolution. Il n'est présent que chez les mammifères. Outre les gènes de la transcétolase TKT et TKTL1, il existe un autre membre de la famille des gènes de la transcétolase chez les mammifères, le gène TKTL2. Le gène TKTL2 est issu de l'intégration d'un ARNm TKTL1 dans le génome et ne présente donc pas d'introns, contrairement aux gènes TKT et TKTL1. Contrairement aux gènes TKT et TKTL1, on ne sait pas encore clairement si le gène TKTL2 exerce une fonction et laquelle. Par rapport à TKT et TKTL2, la protéine TKTL1 présente une délétion de 38 acides aminés, provoquée par la non-utilisation du troisième exon. Cette délétion de 38 acides aminés comprend également des acides aminés hautement conservés et invariables, présents dans toutes les transcétolases connues. En raison de l'absence de ces acides aminés normalement toujours présents dans les transcétolases, la fonctionnalité de la protéine TKTL1 a longtemps été mise en doute. Ce n'est qu'en 2019 qu'une percée décisive a été réalisée dans le décryptage de la fonction du gène TKTL1, en montrant que le gène TKTL1 est capable de déplacer une protéine TKT de l'homodimère de la transcétolase TKT-TKT et de former un hétérodimère TKTL1-TKT qui présente des propriétés enzymatiques modifiées par rapport à l'homodimère TKT-TKT. Jusqu'à présent, on suppose ou on supposait que les transcétolases sont des enzymes qui sont actives en tant qu'homodimères. La détection d'hétérodimères TKTL1-TKT et les propriétés enzymatiques modifiées qui en découlent ont la plus grande importance pour les mammifères, car les propriétés enzymatiques modifiées déclenchent la formation de nouvelles cellules de l'organisme en augmentant la production du sucre ribose et en augmentant ainsi considérablement la concentration de ribose dans la cellule. Étant donné que le sucre ribose et le désoxy-ribose qui en est issu sont les éléments constitutifs décisifs de l'ADN et de l'ARN, la formation de l'hétérodimère TKTL1-TKT entraîne la formation de l'élément constitutif du sucre nécessaire à la création de nouveaux ADN et ARN pour la duplication des cellules. TKTL1 contrôle la duplication des cellules (cycle cellulaire) et s'assure qu'il y a suffisamment d'éléments constitutifs pour la duplication de la cellule. Il a en outre été démontré en 2021 que l'activation de la transcétolase est également utilisée par des virus tels que le virus du SRAS-CoV pour influencer le métabolisme de la cellule infectée par le virus de manière que l'élément constitutif du sucre, le ribose, soit produit en plus grande quantité pour les nouveaux virus et que les virus soient ainsi produits plus rapidement et en plus grande quantité.
Outre la formation du sucre ribose, TKTL1 est en mesure de former de l'acétyl-CoA, un autre élément constitutif décisif pour les nouvelles cellules. L'acétyl-CoA est l'élément constitutif de base pour la formation de composés riches en énergie tels que les acides gras, les corps cétoniques ou le cholestérol. La formation d'acétyl-CoA possible via l'enzyme TKTL1 représente une voie encore inconnue pour la formation d'acétyl-CoA, qui permet de former de l'acétyl-CoA même lorsque la formation d'acétyl-CoA via la pyruvate déshydrogénase est désactivée. Contrairement à la formation d'acétyl-CoA médiée par la pyruvate déshydrogénase, aucune décarboxylation n'est effectuée à l'aide de TKTL1, de sorte que la conversion du sucre en graisse est possible sans perte d'atomes de carbone. Ainsi, une cellule peut former de l'acétyl-CoA de manière beaucoup plus efficace pour former de nouveaux matériaux cellulaires tels que les membranes cellulaires.

## Liste des références
1. 1 2 3 4  J. F. Coy, S. Dübel, P. Kioschis et K. Thomas, « Molecular cloning of tissue-specific transcripts of a transketolase-related gene: implications for the evolution of new vertebrate genes », Genomics, vol. 32, no 3,‎ 15 mars 1996, p. 309–316 (ISSN 0888-7543, PMID 8838793, DOI 10.1006/geno.1996.0124, lire en ligne, consulté le 18 novembre 2022)
2. 1 2 3 4  Johannes F. Coy, Dirk Dressler, Juergen Wilde et Peter Schubert, « Mutations in the transketolase-like gene TKTL1: clinical implications for neurodegenerative diseases, diabetes and cancer », Clinical Laboratory, vol. 51, nos 5-6,‎ 2005, p. 257–273 (ISSN 1433-6510, PMID 15991799, lire en ligne, consulté le 18 novembre 2022)
3. 1 2  (en) Anneline Pinson, Lei Xing, Takashi Namba et Nereo Kalebic, « Human TKTL1 implies greater neurogenesis in frontal neocortex of modern humans than Neanderthals », Science, vol. 377, no 6611,‎ 9 septembre 2022, eabl6422 (ISSN 0036-8075 et 1095-9203, DOI 10.1126/science.abl6422, lire en ligne, consulté le 18 novembre 2022)
4. 1 2 3 4 5 6  Yang Li, Cui-Fang Yao, Fu-Jiang Xu et Yuan-Yuan Qu, « APC/CCDH1 synchronizes ribose-5-phosphate levels and DNA synthesis to cell cycle progression », Nature Communications, vol. 10, no 1,‎ 7 juin 2019, p. 2502 (ISSN 2041-1723, PMID 31175280, PMCID 6555833, DOI 10.1038/s41467-019-10375-x, lire en ligne, consulté le 18 novembre 2022).
5. 1 2  Santiago Diaz-Moralli, Esther Aguilar, Silvia Marin et Johannes F. Coy, « A key role for transketolase-like 1 in tumor metabolic reprogramming », Oncotarget, vol. 7, no 32,‎ 9 août 2016, p. 51875–51897 (ISSN 1949-2553, PMID 27391434, PMCID 5239521, DOI 10.18632/oncotarget.10429, lire en ligne, consulté le 18 novembre 2022).
6. 1 2  Juliana Schwaab, Karoline Horisberger, Philipp Ströbel et Beatrice Bohn, « Expression of Transketolase like gene 1 (TKTL1) predicts disease-free survival in patients with locally advanced rectal cancer receiving neoadjuvant chemoradiotherapy », BMC cancer, vol. 11,‎ 19 août 2011, p. 363 (ISSN 1471-2407, PMID 21854597, PMCID 3176245, DOI 10.1186/1471-2407-11-363, lire en ligne, consulté le 18 novembre 2022).
7. ↑  Yuke Dong et Ming Wang, « Knockdown of TKTL1 additively complements cisplatin-induced cytotoxicity in nasopharyngeal carcinoma cells by regulating the levels of NADPH and ribose-5-phosphate », Biomedicine & Pharmacotherapy = Biomedecine & Pharmacotherapie, vol. 85,‎ janvier 2017, p. 672–678 (ISSN 1950-6007, PMID 27916418, DOI 10.1016/j.biopha.2016.11.078, lire en ligne, consulté le 18 novembre 2022)
8. ↑  Xing Zheng et Hongxia Li, « TKTL1 modulates the response of paclitaxel-resistant human ovarian cancer cells to paclitaxel », Biochemical and Biophysical Research Communications, vol. 503, no 2,‎ 5 septembre 2018, p. 572–579 (ISSN 1090-2104, PMID 29885837, DOI 10.1016/j.bbrc.2018.06.011, lire en ligne, consulté le 18 novembre 2022)
9. 1 2  Sonja Heller, Gabriele D. Maurer, Christina Wanka et Ute Hofmann, « Gene Suppression of Transketolase-Like Protein 1 (TKTL1) Sensitizes Glioma Cells to Hypoxia and Ionizing Radiation », International Journal of Molecular Sciences, vol. 19, no 8,‎ 25 juillet 2018, E2168 (ISSN 1422-0067, PMID 30044385, PMCID 6121283, DOI 10.3390/ijms19082168, lire en ligne, consulté le 18 novembre 2022).
10. ↑  Inês Baptista, Effrosyni Karakitsou, Jean-Baptiste Cazier et Ulrich L. Günther, « TKTL1 Knockdown Impairs Hypoxia-Induced Glucose-6-phosphate Dehydrogenase and Glyceraldehyde-3-phosphate Dehydrogenase Overexpression », International Journal of Molecular Sciences, vol. 23, no 7,‎ 25 mars 2022, p. 3574 (ISSN 1422-0067, PMID 35408935, PMCID 8999113, DOI 10.3390/ijms23073574, lire en ligne, consulté le 18 novembre 2022)
11. ↑  Wenyue Sun, Yan Liu, Chad A. Glazer et Chunbo Shao, « TKTL1 is activated by promoter hypomethylation and contributes to head and neck squamous cell carcinoma carcinogenesis through increased aerobic glycolysis and HIF1alpha stabilization », Clinical Cancer Research: An Official Journal of the American Association for Cancer Research, vol. 16, no 3,‎ 1er février 2010, p. 857–866 (ISSN 1557-3265, PMID 20103683, PMCID 2824550, DOI 10.1158/1078-0432.CCR-09-2604, lire en ligne, consulté le 18 novembre 2022)
12. ↑  Robert Stern, Svetlana Shuster, Birgit A. Neudecker et Bent Formby, « Lactate stimulates fibroblast expression of hyaluronan and CD44: the Warburg effect revisited », Experimental Cell Research, vol. 276, no 1,‎ 15 mai 2002, p. 24–31 (ISSN 0014-4827, PMID 11978005, DOI 10.1006/excr.2002.5508, lire en ligne, consulté le 18 novembre 2022)
13. 1 2  Almut Brand, Katrin Singer, Gudrun E. Koehl et Marlene Kolitzus, « LDHA-Associated Lactic Acid Production Blunts Tumor Immunosurveillance by T and NK Cells », Cell Metabolism, vol. 24, no 5,‎ 8 novembre 2016, p. 657–671 (ISSN 1932-7420, PMID 27641098, DOI 10.1016/j.cmet.2016.08.011, lire en ligne, consulté le 18 novembre 2022)
14. 1 2  Joy X. Wang, Stephen Y. C. Choi, Xiaojia Niu et Ning Kang, « Lactic Acid and an Acidic Tumor Microenvironment suppress Anticancer Immunity », International Journal of Molecular Sciences, vol. 21, no 21,‎ 7 novembre 2020, E8363 (ISSN 1422-0067, PMID 33171818, PMCID 7664620, DOI 10.3390/ijms21218363, lire en ligne, consulté le 18 novembre 2022)
15. ↑  (en) Dhup S, Dadhich Rk, Porporato Pe et Sonveaux P, « Multiple biological activities of lactic acid in cancer: influences on tumor growth, angiogenesis and metastasis », Current pharmaceutical design, vol. 18, no 10,‎ 2012 (ISSN 1873-4286, PMID 22360558, DOI 10.2174/138161212799504902, lire en ligne, consulté le 18 novembre 2022)
16. ↑  Dong Chul Lee, Hyun Ahm Sohn, Zee-Yong Park et Sangho Oh, « A lactate-induced response to hypoxia », Cell, vol. 161, no 3,‎ 23 avril 2015, p. 595–609 (ISSN 1097-4172, PMID 25892225, DOI 10.1016/j.cell.2015.03.011, lire en ligne, consulté le 18 novembre 2022)
17. 1 2 3  S. Langbein, M. Zerilli, A. Zur Hausen et W. Staiger, « Expression of transketolase TKTL1 predicts colon and urothelial cancer patient survival: Warburg effect reinterpreted », British Journal of Cancer, vol. 94, no 4,‎ 27 février 2006, p. 578–585 (ISSN 0007-0920, PMID 16465194, PMCID 2361175, DOI 10.1038/sj.bjc.6602962, lire en ligne, consulté le 18 novembre 2022)
18. 1 2  Juan Li, Shu-Chai Zhu, Shu-Guang Li et Yan Zhao, « TKTL1 promotes cell proliferation and metastasis in esophageal squamous cell carcinoma », Biomedicine & Pharmacotherapy = Biomedecine & Pharmacotherapie, vol. 74,‎ août 2015, p. 71–76 (ISSN 1950-6007, PMID 26349965, DOI 10.1016/j.biopha.2015.07.004, lire en ligne, consulté le 18 novembre 2022)
19. ↑  Xiaojun Xu, Axel Zur Hausen, Johannes F. Coy et Martin Löchelt, « Transketolase-like protein 1 (TKTL1) is required for rapid cell growth and full viability of human tumor cells », International Journal of Cancer, vol. 124, no 6,‎ 15 mars 2009, p. 1330–1337 (ISSN 1097-0215, PMID 19065656, DOI 10.1002/ijc.24078, lire en ligne, consulté le 18 novembre 2022)
20. 1 2  Gian Kayser, Wulf Sienel, Britta Kubitz et Dominik Mattern, « Poor outcome in primary non-small cell lung cancers is predicted by transketolase TKTL1 expression », Pathology, vol. 43, no 7,‎ décembre 2011, p. 719–724 (ISSN 1465-3931, PMID 22027741, DOI 10.1097/PAT.0b013e32834c352b, lire en ligne, consulté le 18 novembre 2022)
21. ↑  Jukun Wang, Yu Li, Chao Zhang et Xin Chen, « A hypoxia-linked gene signature for prognosis prediction and evaluating the immune microenvironment in patients with hepatocellular carcinoma », Translational Cancer Research, vol. 10, no 9,‎ septembre 2021, p. 3979–3992 (ISSN 2219-6803, PMID 35116696, PMCID 8798548, DOI 10.21037/tcr-21-741, lire en ligne, consulté le 18 novembre 2022)
22. 1 2  Xiaobo He, Jianfeng Ding, Xiao Cheng et Maoming Xiong, « Hypoxia-Related Gene-Based Signature Can Evaluate the Tumor Immune Microenvironment and Predict the Prognosis of Colon Adenocarcinoma Patients », International Journal of General Medicine, vol. 14,‎ 2021, p. 9853–9862 (ISSN 1178-7074, PMID 34938106, PMCID 8687688, DOI 10.2147/IJGM.S343216, lire en ligne, consulté le 18 novembre 2022)
23. ↑  (de) « Moderne Menschen bilden mehr Nervenzellen im Gehirn als Neandertaler », sur idw-online.de (consulté le 18 novembre 2022)
24. ↑  (en-GB) KIIT, « The 2022 Nobel Prize in Medicine - Discoveries of Dr. Svante Pääbo », sur KIIT University News & Events, 8 décembre 2022 (consulté le 31 juillet 2024)
25. ↑  (en) Virginia Fernández et Víctor Borrell, « Epi-regulate my brain: unlocking mechanisms of brain growth evolution », The EMBO Journal, vol. 43, no 8,‎ 25 mars 2024, p. 1385–1387 (ISSN 1460-2075, PMID 38528183, PMCID PMC11021529, DOI 10.1038/s44318-024-00083-8, lire en ligne, consulté le 31 juillet 2024)
26. ↑  Frank W. Albert, Mehmet Somel, Miguel Carneiro et Ayinuer Aximu-Petri, « A comparison of brain gene expression levels in domesticated and wild animals », PLoS genetics, vol. 8, no 9,‎ septembre 2012, e1002962 (ISSN 1553-7404, PMID 23028369, PMCID 3459979, DOI 10.1371/journal.pgen.1002962, lire en ligne, consulté le 15 décembre 2022)
27. ↑  S. Saman, M. J. Stagno, S. W. Warmann et N. P. Malek, « Biomarkers Apo10 and TKTL1: Epitope-detection in monocytes (EDIM) as a new diagnostic approach for cholangiocellular, pancreatic and colorectal carcinoma », Cancer Biomarkers: Section A of Disease Markers, vol. 27, no 1,‎ 2020, p. 129–137 (ISSN 1875-8592, PMID 31771043, PMCID 7029314, DOI 10.3233/CBM-190414, lire en ligne, consulté le 18 novembre 2022)
28. ↑  Matias J. Stagno, Andreas Schmidt, Jonas Bochem et Cristian Urla, « Epitope detection in monocytes (EDIM) for liquid biopsy including identification of GD2 in childhood neuroblastoma-a pilot study », British Journal of Cancer, vol. 127, no 7,‎ octobre 2022, p. 1324–1331 (ISSN 1532-1827, PMID 35864157, PMCID 9519569, DOI 10.1038/s41416-022-01855-x, lire en ligne, consulté le 18 novembre 2022)
29. ↑  Sigrun Langbein, Wilma M. Frederiks, Axel zur Hausen et Juljane Popa, « Metastasis is promoted by a bioenergetic switch: new targets for progressive renal cell cancer », International Journal of Cancer, vol. 122, no 11,‎ 1er juin 2008, p. 2422–2428 (ISSN 1097-0215, PMID 18302154, DOI 10.1002/ijc.23403, lire en ligne, consulté le 18 novembre 2022)
30. ↑  M. Krockenberger, A. Honig, L. Rieger et J. F. Coy, « Transketolase-like 1 expression correlates with subtypes of ovarian cancer and the presence of distant metastases », International Journal of Gynecological Cancer: Official Journal of the International Gynecological Cancer Society, vol. 17, no 1,‎ janvier 2007, p. 101–106 (ISSN 1048-891X, PMID 17291239, DOI 10.1111/j.1525-1438.2007.00799.x, lire en ligne, consulté le 18 novembre 2022)
31. ↑  H.-T. Wu, N. Allie, L. Myer et D. Govender, « Anaplastic nephroblastomas express transketolase-like enzyme 1 », Journal of Clinical Pathology, vol. 62, no 5,‎ mai 2009, p. 460–463 (ISSN 1472-4146, PMID 19139037, DOI 10.1136/jcp.2008.063966, lire en ligne, consulté le 18 novembre 2022)
32. ↑  Clemens A. Lange, Jan Tisch-Rottensteiner, Daniel Böhringer et Gottfried Martin, « Enhanced TKTL1 expression in malignant tumors of the ocular adnexa predicts clinical outcome », Ophthalmology, vol. 119, no 9,‎ septembre 2012, p. 1924–1929 (ISSN 1549-4713, PMID 22658715, DOI 10.1016/j.ophtha.2012.03.037, lire en ligne, consulté le 18 novembre 2022)
33. ↑  Martin Grimm, Steffen Schmitt, Peter Teriete et Thorsten Biegner, « A biomarker based detection and characterization of carcinomas exploiting two fundamental biophysical mechanisms in mammalian cells », BMC cancer, vol. 13,‎ 4 décembre 2013, p. 569 (ISSN 1471-2407, PMID 24304513, PMCID 4235042, DOI 10.1186/1471-2407-13-569, lire en ligne, consulté le 18 novembre 2022)
34. ↑  Zuxuan Shi, Yu Tang, Ke Li et Qingxia Fan, « TKTL1 expression and its downregulation is implicated in cell proliferation inhibition and cell cycle arrest in esophageal squamous cell carcinoma », Tumour Biology: The Journal of the International Society for Oncodevelopmental Biology and Medicine, vol. 36, no 11,‎ novembre 2015, p. 8519–8529 (ISSN 1423-0380, PMID 26032094, DOI 10.1007/s13277-015-3608-7, lire en ligne, consulté le 18 novembre 2022)
35. ↑  Yan Song, Dan Liu et Guoping He, « TKTL1 and p63 are biomarkers for the poor prognosis of gastric cancer patients », Cancer Biomarkers: Section A of Disease Markers, vol. 15, no 5,‎ 2015, p. 591–597 (ISSN 1875-8592, PMID 26406948, DOI 10.3233/CBM-150499, lire en ligne, consulté le 18 novembre 2022)
36. ↑  Laura Millares, Esther Barreiro, Roldan Cortes et Anabel Martinez-Romero, « Tumor-associated metabolic and inflammatory responses in early stage non-small cell lung cancer: Local patterns and prognostic significance », Lung Cancer (Amsterdam, Netherlands), vol. 122,‎ août 2018, p. 124–130 (ISSN 1872-8332, PMID 30032820, DOI 10.1016/j.lungcan.2018.06.015, lire en ligne, consulté le 18 novembre 2022)
37. ↑  Anna Chiarini, Daisong Liu, Mario Rassu et Ubaldo Armato, « Over Expressed TKTL1, CIP-2A, and B-MYB Proteins in Uterine Cervix Epithelium Scrapings as Potential Risk Predictive Biomarkers in HR-HPV-Infected LSIL/ASCUS Patients », Frontiers in Oncology, vol. 9,‎ 2019, p. 213 (ISSN 2234-943X, PMID 31001477, PMCID 6456695, DOI 10.3389/fonc.2019.00213, lire en ligne, consulté le 18 novembre 2022)
38. ↑  Menghuang Zhao, Miaomiao Ye, Junhan Zhou et Xueqiong Zhu, « Prognostic values of transketolase family genes in ovarian cancer », Oncology Letters, vol. 18, no 5,‎ novembre 2019, p. 4845–4857 (ISSN 1792-1074, PMID 31611995, PMCID 6781755, DOI 10.3892/ol.2019.10818, lire en ligne, consulté le 18 novembre 2022)
39. ↑  Reetta Peltonen, Kaisa Ahopelto, Jaana Hagström et Camilla Böckelman, « High TKTL1 expression as a sign of poor prognosis in colorectal cancer with synchronous rather than metachronous liver metastases », Cancer Biology & Therapy, vol. 21, no 9,‎ 1er septembre 2020, p. 826–831 (ISSN 1555-8576, PMID 32795237, PMCID 7515493, DOI 10.1080/15384047.2020.1803008, lire en ligne, consulté le 18 novembre 2022)
40. ↑  Jukun Wang, Yu Li, Chao Zhang et Xin Chen, « A hypoxia-linked gene signature for prognosis prediction and evaluating the immune microenvironment in patients with hepatocellular carcinoma », Translational Cancer Research, vol. 10, no 9,‎ septembre 2021, p. 3979–3992 (ISSN 2219-6803, PMID 35116696, PMCID 8798548, DOI 10.21037/tcr-21-741, lire en ligne, consulté le 18 novembre 2022)
41. ↑  Baomin Li, Juan Manuel Iglesias-Pedraz, Leng-Ying Chen et Fei Yin, « Downregulation of the Werner syndrome protein induces a metabolic shift that compromises redox homeostasis and limits proliferation of cancer cells », Aging Cell, vol. 13, no 2,‎ avril 2014, p. 367–378 (ISSN 1474-9726, PMID 24757718, PMCID 3999508, DOI 10.1111/acel.12181, lire en ligne, consulté le 18 novembre 2022)
42. ↑  Richard E. Green, Johannes Krause, Adrian W. Briggs et Tomislav Maricic, « A draft sequence of the Neandertal genome », Science (New York, N.Y.), vol. 328, no 5979,‎ 7 mai 2010, p. 710–722 (ISSN 1095-9203, PMID 20448178, PMCID 5100745, DOI 10.1126/science.1188021, lire en ligne, consulté le 18 novembre 2022)
43. ↑  Kay Prüfer, Fernando Racimo, Nick Patterson et Flora Jay, « The complete genome sequence of a Neanderthal from the Altai Mountains », Nature, vol. 505, no 7481,‎ 2 janvier 2014, p. 43–49 (ISSN 1476-4687, PMID 24352235, PMCID 4031459, DOI 10.1038/nature12886, lire en ligne, consulté le 18 novembre 2022)
44. ↑  A. D. Rolland, R. Lavigne, C. Dauly et P. Calvel, « Identification of genital tract markers in the human seminal plasma using an integrative genomics approach », Human Reproduction (Oxford, England), vol. 28, no 1,‎ janvier 2013, p. 199–209 (ISSN 1460-2350, PMID 23024119, DOI 10.1093/humrep/des360, lire en ligne, consulté le 18 novembre 2022)
45. ↑  (en) Muhammad Riaz Khan, Arvand Akbari, Thomas J. Nicholas et Helen Castillo‐Madeen, « Genome sequencing of Pakistani families with male infertility identifies deleterious genotypes in SPAG6 , CCDC9 , TKTL1 , TUBA3C , and M1AP », Andrology,‎ 10 décembre 2023 (ISSN 2047-2919 et 2047-2927, PMID 38073178, PMCID PMC11163020, DOI 10.1111/andr.13570, lire en ligne, consulté le 31 juillet 2024)
46. ↑  Agnieszka Malcher, Tomasz Stokowy, Andrea Berman et Marta Olszewska, « Whole-genome sequencing identifies new candidate genes for nonobstructive azoospermia », Andrology, vol. 10, no 8,‎ novembre 2022, p. 1605–1624 (ISSN 2047-2927, PMID 36017582, PMCID 9826517, DOI 10.1111/andr.13269, lire en ligne, consulté le 31 juillet 2024)
47. ↑  Denisa Bojkova, Rui Costa, Philipp Reus et Marco Bechtel, « Targeting the Pentose Phosphate Pathway for SARS-CoV-2 Therapy », Metabolites, vol. 11, no 10,‎ 13 octobre 2021, p. 699 (ISSN 2218-1989, PMID 34677415, PMCID 8540749, DOI 10.3390/metabo11100699, lire en ligne, consulté le 18 novembre 2022)